# Dirty Deeds European/Oz Tour
Dirty Deeds European/Oz Tour bylo koncertní turné australské hardrockové skupiny AC/DC, které sloužilo jako propagace studiového alba Dirty Deeds Done Dirt Cheap.

## Setlist
1. "Live Wire"
2. "She's Got Balls"
3. "Dog Eat Dog"
4. "The Jack"
5. "Problem Child"
6. "Jailbreak"
7. "High Voltage"
8. "Bad Boy Boogie"
9. "Baby, Please Don't Go" (Williams/Morrison)

## Sestava

### AC/DC
- Bon Scott - zpěv
- Angus Young - sólová kytara
- Malcolm Young - rytmická kytara, doprovodný zpěv
- Mark Evans - baskytara, doprovodný zpěv
- Phil Rudd - bicí

## Seznam koncertů
| Datum              | Město         | Stát      | Místo                        |
| Evropa             | Evropa        | Evropa    | Evropa                       |
| ------------------ | ------------- | --------- | ---------------------------- |
| 27. října 1976     | Southampton   | Anglie    | University                   |
| 28. října 1976     | Swansea       | Anglie    | University                   |
| 29. října 1976     | Birmingham    | Anglie    | Town Hall                    |
| 30. října 1976     | Lancaster     | Anglie    | University                   |
| 31. října 1976     | Edinburgh     | Anglie    | Caley Picture House          |
| 2. listopadu 1976  | Glasgow       | Skotsko   | City Hall                    |
| 3. listopadu 1976  | Manchester    | Skotsko   | University                   |
| 5. listopadu 1976  | Cardiff       | Wales     | University                   |
| 6. listopadu 1976  | Liverpool     | Anglie    | Stadium                      |
| 7. listopadu 1976  | Bristol       | Anglie    | Colston Hall                 |
| 9. listopadu 1976  | Norwich       | Anglie    | St. Andrews Hall             |
| 10. listopadu 1976 | Londýn        | Anglie    | Hammersmith Odeon            |
| 11. listopadu 1976 | Guildford     | Anglie    | Civic Hall                   |
| 12. listopadu 1976 | Cambridge     | Anglie    | Corn Exchange                |
| 13. listopadu 1976 | Newcastle     | Anglie    | University                   |
| 15. listopadu 1976 | Oxford        | Anglie    | New Theatre                  |
| Austrálie          |               |           |                              |
| prosinec 1976      | Richmond      | Austrálie | Royal Oak Hotel/Tiger Room   |
| 2. prosince 1976   | Perth         | Austrálie | Entertainment Centre         |
| 4. prosince 1976   | Adelaide      | Austrálie | Apollo Stadium               |
| 5. prosince 1976   | Melbourne     | Austrálie | Sidney Myer Music Bowl       |
| 7. prosince 1976   | Shepparton    | Austrálie | Civic Centre                 |
| 8. prosince 1976   | Albury        | Austrálie | City Hall                    |
| 9. prosince 1976   | Canberra      | Austrálie | Ginninderra High School      |
| 10. prosince 1976  | Wollongong    | Austrálie | Town Hall                    |
| 11. prosince 1976  | Newcastle     | Austrálie | Civic Theatre                |
| 12. prosince 1976  | Sydney        | Austrálie | Hordern PavilIon             |
| 13. prosince 1976  | Orange        | Austrálie | Amoco Centre                 |
| 14. prosince 1976  | Dubbo         | Austrálie | Civic Centre                 |
| 16. prosince 1976  | Tamworth      | Austrálie | Town Hall                    |
| 17. prosince 1976  | Toowoomba     | Austrálie | Harristown High School Hall  |
| 18. prosince 1976  | Brisbane      | Austrálie | Festival Hall                |
| 19. prosince 1976  | Bundaberg     | Austrálie | Showgrounds                  |
| 20. prosince 1976  | Rockhampton   | Austrálie | City Hall                    |
| 22. prosince 1976  | Murwillumbah  | Austrálie | -                            |
| 23. prosince 1976  | Gold Coast    | Austrálie | Miami High School Great Hall |
| 7. ledna 1977      | Hobart        | Austrálie | City Hall                    |
| 8. ledna 1977      | Launceston    | Austrálie | Princess Theatre             |
| 9. ledna 1977      | Burnie        | Austrálie | Civic Centre                 |
| 11. ledna 1977     | Horsham       | Austrálie | Town Hall                    |
| 12. ledna 1977     | Warrnambool   | Austrálie | Palais                       |
| 12. ledna 1977     | Portland      | Austrálie | Civic Centre                 |
| 13. ledna 1977     | Bendigo       | Austrálie | Eaglehawk Town Hall          |
| 14. ledna 1977     | Ballarat      | Austrálie | St. Pats Hall                |
| 15. ledna 1977     | Melbourne     | Austrálie | Festival Hall                |
| 17. ledna 1977     | Moe           | Austrálie | City Hall                    |
| 30. ledna 1977     | Sydney        | Austrálie | Haymarket                    |
| 5. února 1977      | Hurstville    | Austrálie | Marana Civic Centre          |
| 12. února 1977     | Adelaide      | Austrálie | Apollo Stadium               |
| 13. února 1977     | Adelaide      | Austrálie | Apollo Stadium               |
| 14. února 1977     | Adelaide      | Austrálie | Apollo Stadium               |
| 15. února 1977     | Perth         | Austrálie | Entertainment Centre         |
| Evropa             |               |           |                              |
| 18. února 1977     | Edinburgh     | Skotsko   | University                   |
| 19. února 1977     | Glasgow       | Skotsko   | University                   |
| 20. února 1977     | Blackpool     | Anglie    | Imperial Ballroom            |
| 22. února 1977     | Cardiff       | Wales     | Top Rank Suite               |
| 23. února 1977     | Derby         | Anglie    | Kings Hall                   |
| 24. února 1977     | Malvern       | Anglie    | Winter Gardens               |
| 25. února 1977     | Cambridge     | Anglie    | Corn Exchange                |
| 26. února 1977     | Exeter        | Anglie    | University                   |
| 27. února 1977     | Reading       | Anglie    | Top Rank                     |
| 28. února 1977     | Bournemouth   | Anglie    | Village Bowl                 |
| 1. března 1977     | Portsmouth    | Anglie    | Locarno Ballroom             |
| 2. března 1977     | Swansea       | Anglie    | Top Rank                     |
| 4. března 1977     | Newcastle     | Anglie    | Mayfair Ballroom             |
| 5. března 1977     | Northampton   | Anglie    | County Cricket Ground        |
| 6. března 1977     | Maidenhead    | Anglie    | Skindles                     |
| 7. března 1977     | Plymouth      | Anglie    | Fiesta                       |
| 9. března 1977     | Leicester     | Anglie    | Polytechnic                  |
| 10. března 1977    | Norwich       | Anglie    | St. Andrews Hall             |
| 11. března 1977    | Londýn        | Anglie    | Finsbury Park - Rainbow      |
| 12. března 1977    | Leeds         | Anglie    | University                   |
| 13. března 1977    | Wolverhampton | Anglie    | Civic Hall                   |
| 14. března 1977    | St. Albans    | Anglie    | Town Hall                    |
| 15. března 1977    | Scarborough   | Anglie    | Penthouse Club               |
| 17. března 1977    | Manchester    | Anglie    | Electric Circus              |
| 18. března 1977    | Coventry      | Anglie    | Lanchester Polytechnic       |
| 19. března 1977    | Southend      | Anglie    | Kursaal Ballroom             |
| 20. března 1977    | Croydon       | Anglie    | Greyhound                    |
| 21. března 1977    | Hemel         | Anglie    | Hempstead Pavilion           |